# Пестов Євген Володимирович
Євген Володимирович Пестов (22 березня 1925, Родніки, Івановська область, РРФСР — 7 лютого 1987, Ворошиловград, УРСР) — радянський футболіст та тренер, виступав на позиції воротаря. Майстер спорту СРСР (з 1972 року). Нагороджений орденом Олександра Невського.

## Кар'єра гравця
Напередодні війни виступав у дитячих та юнацьких футбольних командах. Був учасником Німецько-радянської війни. У 1942 році добровольцем приєднався до Червоної армії, а вже через рік, після закінчення Артилерійського училища в Ленінграді, його відправили на фронт. Був командиром загону розвідників, а потім — командиром батареї. Отримав ряд нагород та відзнак.
Під час військової служби брав участь у футбольних змаганнях. Захищаючі кольори футбольних команд Корпусу та Армії, навесні 1945 року разом з іншими солдатами виходив на поле в матчах проти військовослужбовців британських окупаційних сил. У командах «майстрів» розпочав грати після Німецько-радянської війни. Виступав за команди Харкова та Ворошиловграда. За «Динамо» провів три сезони, після чого в середині 1949 року перейшов у сталінський «Шахтар», який грав у той рік у вищій лізі. У 1951 році разом з «Шахтарем» завоював бронзові медалі чемпіонату СРСР. Виступи продовжив, захищаючи ворота ленінградських команд «Динамо» й «Трудові резерви». Активні виступи завершив в 1955 році.

## Кар'єра тренера
З 1956 року на тренерській роботі. Спочатку викладав у дитячо-юнацьких колективах Ленінграда і Бердянська, а потім з 1962 року тренував команди «майстрів». Працював старшим тренером у командах Комунарська, Сєвєродонецька, Дніпродзержинська, Рівного, Луцька та Миколаєва, двічі очолював команду вищої ліги — луганську «Зорю». Виводив команду в фінал Кубка СРСР (1974), де «Зоря» лише в додатковий час поступилася київському «Динамо». У 1973 році працював директором клубу «Карпати» (Львів).
7 лютого 1987 року помер у Ворошиловграді.

## Досягнення

### Як гравця
- Вища ліга чемпіонату СРСР
  -  Бронзовий призер (1): 1951

- Друга група СРСР, південна зона
  -  Бронзовий призер (1): 1946

### Відзнаки
- Майстер спорту СРСР (1972);
- Орден Олександра Невського